# Kontaminacja (ekologia)
Kontaminacja (łac. contaminatio – zetknięcie, zbrukanie) – skażenie danego materiału lub terenu obcymi czynnikami, zwłaszcza biologicznymi.
Kontaminant – czynnik biologiczny, chemiczny lub fizyczny powodujący skażenie